# Sine Nomine (квартет)
Квартет Sine Nomine (фр. Quatuor Sine Nomine, буквально лат. Без названия) — швейцарский струнный квартет, основанный в 1975 году. Базируется в Лозанне.
В 1985 году выиграл Международный конкурс струнных квартетов в Эвиане. С 1987 г. ведёт активную работу в области звукозаписи: наиболее важные позиции — полное собрание квартетов Франца Шуберта (пять дисков) и Иоганнеса Брамса, экзотические квартеты Доры Пеячевич, Хоакина Турины и Хуана де Арриаги, все струнные квинтеты Вольфганга Амадея Моцарта (добавочный альт — Рафаэль Олег), фортепианные квинтеты Вильгельма Фуртвенглера (фортепиано — Франсуа Кердонкюф) и Карла Гольдмарка (фортепиано — Оливер Триндль). Квартет также записал альбом современной русской музыки, включавший произведения Моисея Вайнберга, Ивана Черепнина, Владислава Шутя, Александра Вустина и Александра Раскатова.
Начиная с 2001 г. раз в два года проводит в Лозанне фестиваль камерной музыки Sine Nomine.

## Состав
- Патрик Жене — первая скрипка
- Франсуа Готро — вторая скрипка
- Ханс Эгиди — альт
- Марк Йерман — виолончель